# Івлєєва Анастасія В'ячеславівна
Анастасія В'ячеславівна Івлєєва (8 березня 1991 , Разметелево, Ленінградська область ) — російська телеведуча, кіноактриса, шоувумен, відеоблогер і фотомодель. Найбільш відома як Instagram-блогер та співведуча української телепередачі «Орел і решка». Підтримує путінську агресію та вторгнення Росії в Україну.

## Біографія
Народилася 8 березня 1991 року в Ленінградській області у присілку Розметелево. Після закінчення школи вступила до Санкт-Петербурзького державного університету на факультет реклами та зв'язків із громадськістю. Деякий час працювала майстром з манікюру та хостес в розважальних закладах.
У 2015 році переїхала до Москви та влаштувалася менеджером в автомобільний салон і вступила до школи телебачення російської актриси Ольги Спіркіної «Останкіно ТБ».
У 2013 році вона завела блог у Instagram після поради соліста групи «Челсі» Арсенія Бородіна, з яким дівчина зустрічалася на той момент. Пізніше Івлєєва зняла своє перше гумористичне коротке відео. 
Станом на 2024 року на її основний блог _agentgirl_ у соціальній мережі Instagram було підписано близько 18 мільйонів облікових записів, та ще близько 8 мільйонів на її другий блог nastyaivleeva, а її профіль у TikTok налічував близько 7 млн глядачів. На її персональний YouTube-канал у тому ж році було підписано близько 4,5 мільйонів користувачів. Переважна більшість контенту каналу — блоги про життя та подорожі Насті, та її авторські шоу AGENTSHOW (створене у 2018 році), та «З.Б.С. ШОУ» (перший випуск шоу «Зірки. Бабки. Ставки» вийшов влітку 2020 року). З грудня 2023 року діяльність її YouTube-каналу заморожена.

### Кар'єра
Телебачення
Восени 2016 року Івлєєва, блогер Ельдар Джарахов та ведучий інтернет-шоу «This is Хорошого» Стас Давидов стали ведучими телевізійного реаліті-шоу «Можна все» на каналі Ю.
Навесні 2017 року стала співведучою нового сезону шоу «Орел і решка. Перезавантаження», що транслювалося на телеканалах «П'ятниця!» та «Інтер», у парі з українським діджеєм Антоном Птушкіним. За словами Івлєєвої, саме популярність в Instagram допомогла їй потрапити на велике телебачення . Робота над програмою закінчилося наприкінці 2018 року, і Настя Івлєєва заявила про свій вихід з шоу. Наприкінці вересня 2017 року в дуеті зі своєю давньою подругою Ідою Галич стали ведучими червоної доріжки на 5-ій церемонії вручення Реальної премії MusicBox-2017.
У 2018 році вела 16-ту національну премію в області популярної музики Муз-ТВ 2018 замість Лери Кудрявцевої, яка взяла паузу. Того ж року була ведучою премії «Вища ліга» Нового радіо. Того ж року створила власне гумористичне шоу AGENTSHOW, в якому є ведучою та стала ведучою нового сезону програми «Орел і решка. Америка», що є продовження 14-го сезону: «Перезавантаження», де її співведучим знову став Антон Птушкін.
У 2019 році Івлєєва повернулася до програми «Орел і решка»: був показаний сезон під назвою «Івлєєва VS Бідняков» з українським актором та телеведучим Андрієм Бідняковим. Після цієї серії програм знову стала ведучою телешоу влітку 2020 року, про що оголосила у своєму акаунті в Instagram. Це відбулося після того, як під публікацією в обліковому записі телеканалу «П'ятниця!» набралося 690 тисяч коментарів із проханням повернути Івлєєву в проєкт. У лютому того ж року на телеканалі «П'ятниця!» відбулася прем'єра ситкому «Туристична поліція», у якому Настя відіграла головну роль. Її колегами зі знімального майданчика стали актори Михайло Башкатов, Сергій Піоро та Олександр Ляпін. Тоді ж здобула дві нагороди індустріальної телевізійної премії ТЕФІ: «Найкращий ведучий розважального шоу прайм-тайму» та «Найкраще розважальне ток-шоу прайм-тайму». Другу статуетку їй вручили за телепередачу «Агент-шоу», телевізійну версію її власного авторського проєкту AGENTSHOW, яка йшла в етері телеканалу «П'ятниця!» з лютого 2019 року. Тоді програма обійшла у номінації передачі «Секрет на мільйон» («НТВ») та «Сьогодні ввечері» («Перший канал»).
У червні 2021 року стала ведучою 18-ої національної премії в області популярної музики Муз-ТВ 2021 разом із журналісткою Ксенією Собчак, акторами Олександром Реввою та Дмитром Нагієвим.
У 2022 році стала ведучою нового шоу «Тревел-баттл» разом із Instagram-блогером Романом Каграмановим на телеканалі «П'ятниця!», а у листопаді того ж року Настя стала учасницею шоу «Серце Івлєєвої» на телеканалі «П'ятниця!» з ведучим Романом Каграмановим. 19 листопада того ж року в російському онлайн-кінотеатрі «Кинопоиск» вийшов серіал «Монастир» з Івлєєвою у головній ролі. Вона виконала роль столичної тусовщиці Маші, яка за життєвих обставин була змушена переховуватись у чоловічому монастирі. Партнер з фільму, актор Пилип Янковський, виконав роль отця Варсонофія. Після виходу серіалу Івлєєва заявила, що має намір продовжувати акторську кар'єру.
Співпраця з брендами та публікації в медіа
В 2016 році Настя стала героїнею зйомки для локалізованої версії чоловічого глянцю Maxim у Росії.
В 2018 році вийшло резонансне інтерв'ю Івлєєвої російському журналісту Юрію Дудю. У вересні того ж року стала героїнею обкладинки російського Cosmopolitan, у червні 2019 року героїнею обкладинки російського Glamour, в березні 2021 року — російського Playboy.
У 2020 році стала героїнею головного випуску постійної рубрики «33 питання» на YouTube-каналі «Vogue Russia».
Під час карантину, викликаного пандемією COVID-19 запустила в Instagram низку щоденних прямих трансляцій разом з запрошеними знаменитостями у ролі співведучих. В травні 2020 року Instagram підвели підсумки найбільш затребуваних облікових записів, що отримали максимальну кількість глядачів, серед яких опинилася зокрема Івлєєва.
Також під час карантину Настя запустила благодійний проект з підтримки малого та середнього бізнесу «ББЖ» (Бізнес Буде жити). Також у зв'язку з пандемією телеведуча пожертвувала 1,5 мільйона рублів російським благодійним фондам. Частину коштів також було переведено профспілці «Альянс лікарів», яка забезпечує засобами захисту медпрацівників.
Зйомки у музичних відео
У 2016 році вийшов кліп Арсенія Бородіна на пісню «Рідна», в якому Івлєєва взяла участь. У 2017 знялася також у кліпі гурту HammAli & Navai на пісню «Хочеш, я до тебе приїду» та у кліпі Олега Маямі «Якщо ти зі мною» . У 2018 році знімалася у кліпі Іди Галич «Діма», у вертикальному кліпі Олени Темникової «Не модні» та у кліпі Діми Білана «П'яне кохання». У травні 2018 року знялася для обкладинки синглу Елджея «360°».
Зйомки у рекламі
У 2016 році брала участь у зйомках рекламного ролику для оператора стільникового зв'язку «Білайн», а в 2017 році у відео для бренду косметики MAC. У липні 2021 року Івлеева почала зніматися в рекламній кампанії стільникового оператора МТС разом із Дмитром Нагієвим.

#### Оголена вечірка
21 грудня 2023 року громадські рухи «Сорок сороків» і «Поклик народу» звернулися в прокуратуру з вимогою перевірити московський клуб «Мутабор» на пропаганду ЛГБТ через вечірку Івлєєвої з дрес-кодом в стилі «almost naked» (укр. майже голі). Також з вимогою перевірити клуб виступила глава «Ліги безпечного Інтернету» Катерина Мізуліна. Вечірка пройшла 20 грудня, серед її гостей були Ксенія Собчак, Філіп Кіркоров, Діма Білан, Джиган, Олена Водонаєва, Лоліта Мілявська та інші. Ціни на квитки на відкриту частину заходу досягали мільйона рублів. У соцмережах розійшлися фото і відео з вечірки. Критику викликали як концепція заходу, так і костюм одного з гостей, що складався лише з шкарпетки, натягнутої на геніталії. 22 грудня 2023 року поліція в рамках проведеної перевірки вилучила записи з камер спостереження в клубі, де проходив захід. 22 грудня репер Vacío, який прийшов на вечірку «в одній шкарпетці», був заарештований на п'ятнадцять діб і оштрафований на 200 тисяч рублів. Зіткнувшись з масовою критикою, 24 грудня Анастасія принесла публічні вибачення за епатажний захід, який обурене суспільство розцінило як недоречний і обіцяла передати всі виручені кошти на благодійність. З публічними вибаченнями виступили й інші знамениті учасники резонансної вечірки. З Івлєєвою розірвали контракти телекомунікаційна компанія МТС і необанк Тінькофф, проти неї поданий колективний позов на 1 мільярд рублів.
Пізніше стало відомо, що їй може загрожувати кримінальне переслідування за ухилення від сплати податків в особливо великому розмірі загальною сумою 137 мільйонів рублів.

## Особисте життя
Після переїзду до Москви почала зустрічатися із солістом групи «Челсі» Арсенієм Бородіним. Їхнє знайомство відбулося ще в 2011 році в Санкт-Петербурзі. У жовтні 2017 року пара розійшлася.
13 червня 2018 року Івлєєва оголосила, що зустрічається з музикантом Олексієм Узенюком, більш відомим як Елджей. 5 вересня 2019 року стало відомо про їхнє весілля. Івлєєва таємно вийшла заміж за репера, після чого взяла його прізвище Узенюк. 9 липня 2021 пара оголосила про розлучення.

## Суспільна позиція
У 2017 році Івлєєва відвідала анексований Росією Крим, через що в 2019 році їй було закрито в'їзд в Україну терміном на три роки у зв'язку з порушенням українського законодавства.
У 2020 році, після отруєння політика Олексія Навального хімічною зброєю, Настя Івлєєва опублікувала допис на його підтримку, побажавши йому якнайшвидшого одужання.
У березні 2022 року засудила вторгнення Росії в Україну і закликала російську владу припинити бойові дії. У 2024 році Тверський районний суд визнав Анастасію винною за статтею про дискредитацію російської армії, призначивши їй штраф у розмірі 50 тисяч рублів через «антивоєнні» публікації від 2022 року, в яких вона називала себе пацифістом і закликала російську владу «зупинити загибель людей». Пізніше Івлєєва видалила всі публікації з обох своїх облікових записів у Instagram.
29 лютого 2024 року, після «голої» вечірки, повідомила у своєму телеграм-каналі про перегляд послання Володимира Путіна Федеральним зборам та готовності підтримати його на майбутніх виборах президента.
2 травня 2024 року повідомила, що відвідувала окуповані Росією території України, у тому числі зруйнований Маріуполь, який «активно відновлюється» та «слухала війну» на лінії зіткнення. Також Івлєєва змінила своє ставлення до російського нападу на Україну, Олексія Навального та Володимира Путіна. Так вона заявила, що коли викладала антивоєнну публікацію, у неї «не було ні розбору, ні розуміння, ні знання будь-яких історичних даних», Олексія Навального ніколи не підтримувала і «зазнала модної течії», а до Володимира Путіна вона завжди ставилася «з симпатією». Також Івлєєва заявила, що надає підтримку російським військовим, показавши відео, де російський військовий дякує їй за допомогу в купівлі автобуса і БПЛА.

## Шоу

### AgentShow
| 1                      | Регіна Тодоренко                             | 25.07.2018 |
| 2                      | Наталія Рудова і Марія Міногарова            | 01.08.2018 |
| 3                      | Діма Білан                                   | 08.08.2018 |
| 4                      | Антон Птушкін                                | 15.08.2018 |
| 5                      | Павло і Марія Погребняк                      | 22.08.2018 |
| 6                      | Катерина Варнава                             | 29.08.2018 |
| 7                      | Іда Галич і Алан Басиєв                      | 05.09.2018 |
| 8                      | Олександр Ревва                              | 10.10.2018 |
| 9                      | T-killah і Марія Бєлова                      | 18.10.2018 |
| 10                     | Ольга Серябкіна                              | 24.10.2018 |
| 11                     | Ельдар Джарахов                              | 31.10.2018 |
| 12                     | Лілія Абрамова і Андрій Борисов              | 07.11.2018 |
| 13                     | Сергій Лазарев                               | 14.11.2018 |
| 14                     | Антон Іванов, Олексій Смирнов і Ілля Соболєв | 21.11.2018 |
| AgentShow ексклюзив VK |                                              |            |
| 1                      | Наталія Гасанханова                          | 06.07.2023 |
| 2                      | Роман Каграманов                             | 12.07.2023 |
| 3                      | Xolidayboy                                   | 20.07.2023 |
| 4                      | Янчик                                        | 02.08.2023 |
| 5                      | Олександр Рогов                              | 09.08.2023 |
| 6                      | Олена Блін                                   | 19.08.2023 |
| 7                      | Олексій Жидковський                          | 28.08.2023 |
| 8                      | Отар Кушанашвілі                             | 06.09.2023 |
| 9                      | Юлія Коваль                                  | 06.12.2023 |
| 10                     | Богдан Титомир                               | 12.12.2023 |
| 11                     | Супер Стас                                   | 20.12.2023 |
| AgentShow 2.0          |                                              |            |
| 1                      | Feduk                                        | 13.03.2019 |
| 2                      | Олександр Гудков                             | 20.03.2019 |
| 3                      | Big Russian Boss                             | 27.03.2019 |
| 4                      | HammAli & Navai                              | 03.04.2019 |
| 5                      | Андрій Бєдняков                              | 10.04.2019 |
| 6                      | Максим Галкін                                | 17.04.2019 |
| 7                      | Роман Варнін і Сюзанна Варніна               | 24.04.2019 |
| 8                      | Михаїл Литвин                                | 01.05.2019 |
| 9                      | Юрій Музиченко                               | 08.05.2019 |
| 10                     | Азамат Мусагалієв                            | 15.05.2019 |
| 11                     | Мар'яна Ро                                   | 29.05.2019 |
| 12                     | «Імпровізація»                               | 12.06.2019 |
| 13                     | Шура                                         | 19.06.2019 |
| 14                     | Любов Успенська                              | 26.06.2019 |
| 15                     | Тимур Батрутдінов                            | 03.07.2019 |
| 16                     | Олег Газманов                                | 10.07.2019 |
| 17                     | Лоліта Мілявська                             | 25.07.2019 |
| AgentShow Land         |                                              |            |
| 1                      | Тіма Білоруських                             | 26.02.2020 |
| 2                      | NILETTO                                      | 04.03.2020 |
| 3                      | Інстасамка                                   | 11.03.2020 |
| 4                      | Олена Темнікова                              | 18.03.2020 |
| 5                      | Zivert                                       | 25.03.2020 |
| 6                      | Мігель                                       | 01.04.2020 |
| AgentShow 3.0 Dacha    |                                              |            |
| 1                      | Сергій Жуков                                 | 18.08.2022 |
| 2                      | Михаїл Литвин                                | 24.08.2022 |
| 3                      | Даня Мілохін                                 | 31.08.2022 |
| 4                      | Слава Бустер                                 | 07.09.2022 |
| 5                      | Федір Смолов                                 | 14.09.2022 |
| 6                      | Діма Маслєнніков                             | 21.09.2022 |
| 7                      | Ілля Яцкевич                                 | 29.09.2022 |
| 8                      | Ельдар Джарахов і Sqwoz Bab                  | 05.10.2022 |
| 9                      | Soda Luv                                     | 19.10.2022 |
| 10                     | Каріна Karrambaby                            | 26.10.2022 |
| 11                     | Олексій Дерев'яшкін і Олександр Парадєєв     | 02.11.2022 |
| 12                     | Денис Дорохов                                | 16.11.2022 |
| 13                     | Баста                                        | 30.11.2022 |
| 14                     | Anastasiz                                    | 07.12.2022 |
| 15                     | Констянтин Івлєв                             | 21.12.2022 |

### З.Б.С. Шоу
| Перелік випусків З.Б.С. Шоу | Перелік випусків З.Б.С. Шоу | Перелік випусків З.Б.С. Шоу | Перелік випусків З.Б.С. Шоу |
| З.Б.С. Шоу                  | №                           | Гості                       | Дата                        |
| --------------------------- | --------------------------- | --------------------------- | --------------------------- |
| З.Б.С. Шоу                  | 1                           | Микола Басков               | 20.07.2020                  |
| З.Б.С. Шоу                  | 2                           | Даня Мілохін                | 19.08.2020                  |
| З.Б.С. Шоу                  | 3                           | Ілля Прусікін (Little Big)  | 26.08.2020                  |
| З.Б.С. Шоу                  | 4                           | Діна Саєва                  | 09.09.2020                  |
| З.Б.С. Шоу                  | 5                           | Діма Маслєнніков            | 24.09.2020                  |
| З.Б.С. Шоу                  | 6                           | Вітя АК                     | 15.10.2020                  |
| З.Б.С. Шоу                  | 7                           | Роман Каграманов            | 21.10.2020                  |
| З.Б.С. Шоу                  | 8                           | Макс +100500                | 12.11.2020                  |
| З.Б.С. Шоу                  | 9                           | Дискотека Авария            | 18.11.2020                  |
| З.Б.С. Шоу                  | 10                          | Клава Кока                  | 02.12.2020                  |

### Драг-шоу «Королівські кобри»
| Перелік випусків драг-шоу «Королівські кобри» | Перелік випусків драг-шоу «Королівські кобри» | Перелік випусків драг-шоу «Королівські кобри» | Перелік випусків драг-шоу «Королівські кобри» |
| «Королевские кобры»                           | №                                             | Гості                                         | Дата                                          |
| --------------------------------------------- | --------------------------------------------- | --------------------------------------------- | --------------------------------------------- |
| «Королевские кобры»                           | 1                                             | Олександр Гудков                              | 29.09.2021                                    |
| «Королевские кобры»                           | 2                                             | Ксенія Собчак                                 | 19.10.2021                                    |
| «Королевские кобры»                           | 3                                             | Мігель                                        | 27.10.2021                                    |
| «Королевские кобры»                           | 4                                             | Єгор Крід                                     | 10.11.2021                                    |
| «Королевские кобры»                           | 5                                             | Евеліна Гранд                                 | 01.12.2021                                    |
| «Королевские кобры»                           | 6                                             | Денис Дорохов                                 | 14.01.2022                                    |

## Фільмографія
| Рік  |   | Назва                                                     | Роль                             |    |
| ---- | - | --------------------------------------------------------- | -------------------------------- | -- |
| 2016 | ф | Можна ВСЕ!                                                | ведуча                           | ру |
| 2017 | с | Орел і решка                                              | ведуча                           | ру |
| 2018 | ф | Бабуся легкої поведінки 2. Пристарілі Месники             | Анастасія Івлєєва (ведуча новин) | ру |
| 2019 | ф | Орел і решка. Новий рік двох столиць (спеціальный випуск) | ведуча                           | ру |
| 2019 | ф | Туристична поліція                                        | Лєра                             | ру |
| 2022 | с | Монастир                                                  | Мария                            | ру |
| 2022 | с | Серде Івлєєвої                                            | участница                        | ру |
| 2024 | ф | Мальвіна                                                  | Мальвіна                         | ру |

## Дискографія
| Рік  | Назва |
| ---- | ----- |
| 2018 | 15 см |

## Відзнаки та номінації

### Нагороди
| Рік               | Премія                 | Категорія                        | Результат |
| ----------------- | ---------------------- | -------------------------------- | --------- |
| 13 листопада 2017 | Премія журналу Glamour | Жінка року (Перетворення року)   | Перемога  |
| 12 грудня 2017    | NeForum Awards         | Найяскравіший вайнер Instagram   | Перемога  |
| 27 лютого 2018    | Премія «Леді Mail.Ru»  | Кращий вайнер («Істина в вайні») | Перемога  |

### Рейтинги
| Дата | Назва                                                | Місце    |
| ---- | ---------------------------------------------------- | -------- |
| 2017 | Рейтинг Maxim: 100 найсексуальніших жінок Росії 2017 | 13 місце |